# Célestin de Beroldingen
Dom Célestin de Beroldingen, de son nom civil Sébastien de Beroldingen-Gundelhart, fut l'un des plus célèbres abbés de l'abbaye impériale bénédictine de Murbach-Lure.

## Biographie
Sébastien de Beroldingen est né en 1673 dans le village suisse de Gundelhart (Thurgovie).
En 1690, il entre au sein de la prestigieuse abbaye de Murbach, où son oncle Antoine de Beroldingen occupait la fonction de doyen. L'année suivante, Sébastien prononce ses vœux et prend le nom de Célestin. Il y occupera entre autres la fonction de maître des novices.
En 1693, au terme d'un conflit opposant le Pape et le Roi de France avec le couvent, les moines sont contraints d'élire à leur tête Philippe-Eberhard de Loewenstein-Wertheim, alors grand-doyen de Strasbourg. En compensation, ils obtiennent néanmoins du Roi l'autorisation d'élire un coadjuteur en leur sein. Ce sera Célestin de Beroldingen. Une première élection, en 1702 est invalidée par Louis XIV, car les moines du couvent de Lure (uni à Murbach) n'ont pu participer à l'élection. Le 27 février 1704 intervient la nouvelle élection.
Philippe de Loewenstein décède en 1720 et Célestin devient dès lors prince-abbé. Cette charge, qui est tout aussi spirituelle que temporelle, s'avère très lourde et Dom Célestin, très pieux mais mauvais administrateur, entraine l'abbaye dans un certain nombre de conflits de pouvoir, notamment avec le prince-évêque de Strasbourg. Ce dernier obtient du Roi la démission de Dom Célestin en 1736 au profit de François-Armand de Rohan-Soubise.
Célestin de Beroldingen se retire au château de Wattwiller, où il décède le 10 mai 1737. Ses obsèques sont célébrées trois jours plus tard par le nouveau coadjuteur Dom Léger de Rathsamhausen.
C'est sous l'abbatiat de Célestin de Beroldingen que l'abbaye impériale de Murbach déménage à Guebwiller. Il y fera notamment achever le palais abbatial de la Neuenburg par le célèbre architecte autrichien Peter Thumb.